# Chionaema divikara
Chionaema divikara är en fjärilsart som beskrevs av Moore 1865. Chionaema divikara ingår i släktet Chionaema och familjen björnspinnare. Inga underarter finns listade i Catalogue of Life.